# 1538 în literatură
- 1537 în literatură — 1538 în literatură — 1539 în literatură

Anul 1538 în literatură a implicat o serie de evenimente semnificative. 

## Eseuri
- Charles de Grassaille - Regalium Franciae

## Nașteri
- Jacques Grévin, dramaturg, poet și medic francez (d. 1570).

## Decese
Format:1538